# Антал Витман парк
Антал Витман парк (мађ. Wittmann Antal park) је вишенаменски стадион у Мошонмађаровару у Мађарској. Углавном користи за фудбалске утакмице, домаћи је терен FK Мошонмађаровари TE и прима 4.000 људи. 